# Synektyka
Synektyka (ang. synectics z gr. συνεκτικά od συνεκτικός „spójny, składający się, łączący, zawierający”) – jedna z najpopularniejszych (obok burzy mózgów) technik twórczego rozwiązywania problemów. Została opracowana przez Williama Gordona i przedstawiona w publikacji z 1961 r. pt. Synectics: The Development of Creative Capacity. Jest to metoda heurystyczna, a więc z założenia nie gwarantuje ona osiągnięcia założonego celu (tego typu gwarancje daje wykorzystanie algorytmu), lecz jedynie zwiększa prawdopodobieństwo jego osiągnięcia. Edward Nęcka ujmuje synektykę w ten sposób, że polega ona na systematycznym i intencjonalnym użyciu analogii w myśleniu twórczym.

## Założenia synektyki
Można wyróżnić kilka kluczowych założeń synektyki. Zgodnie z nimi proces twórczy ma charakter aktywności grupowej (kreatywność jednostek jest stymulowana poprzez obecność i interakcje z innymi osobami) i polega na łączeniu ze sobą odmiennych i pozornie nieistotnych elementów. W ramach tego procesu zdobywanie i integrowanie wiedzy jest ze sobą nierozdzielnie połączone. Kreatywność indywidualna jest wzmacniana poprzez to, że jednostki korzystające z tej techniki rozumieją proces psychologiczny w którym uczestniczą. Komponent emocjonalny jest uznawany za ważniejszy od komponentu intelektualnego, zaś irracjonalny za ważniejszy od racjonalnego. Zrozumienie tych emocjonalnych, irracjonalnych elementów jest kluczem do zwiększenia prawdopodobieństwa osiągnięcia sukcesu.
Konkretne założenia synetyki:
- Optymalna wielkość grupy to 6-8 osób.
- Synektyka jest metodą zespołową, duże znaczenie odgrywa więc sprawna komunikacja w grupie i dobra atmosfera pracy.
- Pracy twórczej sprzyja klimat zabawy; uczestnicy znudzeni lub przygnębieni zwykle nie pracują twórczo.
- Kreatywności sprzyja brak schematyczności. Częste ukierunkowywanie grupy daje negatywne efekty.
- Wszystkie pomysły są akceptowane i notowane.
- W pracy nad problemem mogą uczestniczyć osoby nie znające się na dziedzinie, z której pochodzi problem.
- Korzystne jest łączenie w jednej grupie przedstawicieli kilku specjalności.
- W trakcie pracy wykorzystywane są rozmaite, nie posiadające ze sobą związku elementy.
- Wskazane jest korzystanie z emocji, przeczuć, złudzeń i innych nieracjonalnych źródeł pomysłów.
- W trakcie pracy twórczej pomysły nie podlegają ocenie. Zwykle fazy generowania pomysłów i ich oceny są oddzielone przerwą

## Wykorzystanie synektyki w działalności praktycznej
Synektyka, podobnie jak inne techniki twórczego rozwiązywania problemów, wykorzystywana jest w laboratoriach badawczo-rozwojowych, w instytucjach zajmujących się projektowaniem bądź rozwiązywaniem problemów technicznych, a także w agencjach reklamowych. Badania nad możliwościami wykorzystania synektyki w praktyce szkolnej prowadziła w Polsce Wiesława Limont.